# Madawal, Gokak
Madawal là một làng thuộc tehsil Gokak, huyện Belgaum, bang Karnataka, Ấn Độ.